# Guldbaggegalan 2010
Guldbaggegalan 2010 var den 45:e upplagan och hölls på Cirkus i Stockholm 25 januari 2010 och direktsändes samtidigt i SVT. Guldbaggar delades ut för prestationer inom svensk film 2009. Dessutom delades priserna Gullspira (för insatser inom barnfilm) och Biopublikens pris ut. Johan Glans var konferencier för galan för andra året i rad. Manuset var skrivet av Hans Rosenfeldt.

## Juryn
Juryn bestod av Katinka Faragó, Nils Petter Sundgren, Pia Johansson, Jannike Åhlund, Johan Renck, Mikael Marcimain samt ordförande Eva Swartz Grimaldi (ej röstande).

## Vinnare och nominerade
| Bästa film - Män som hatar kvinnor – Søren Stærmose - I taket lyser stjärnorna – Anders Landström - Prinsessa – Sandra Harms                                                                                                  | Bästa regi - Lisa Siwe – I taket lyser stjärnorna - Fredrik Edfeldt – Flickan - Teresa Fabik – Prinsessa                                                              |
| Bästa kvinnliga huvudroll - Noomi Rapace – Män som hatar kvinnor - Malin Crépin – I skuggan av värmen - Stina Ekblad – Det enda rationella                                                                                    | Bästa manliga huvudroll - Claes Ljungmark – Det enda rationella - Olle Sarri – Apan - Björn Starrin – Bröllopsfotografen                                              |
| Bästa kvinnliga biroll - Anki Lidén – I taket lyser stjärnorna - Annika Hallin – I taket lyser stjärnorna - Tova Magnusson-Norling – Flickan                                                                                  | Bästa manliga biroll - Kjell Bergqvist – Bröllopsfotografen - Joel Kinnaman – Johan Falk – Gruppen för särskilda insatser - Sven-Bertil Taube – Män som hatar kvinnor |
| Bästa manuskript - Ulf Malmros – Bröllopsfotografen - Karin Arrhenius – Flickan - Teresa Fabik – Prinsessa | Bästa foto - Hoyte van Hoytema – Flickan - Eric Kress – Män som hatar kvinnor - Peter Mokrosinski – Flickan som lekte med elden                                       |
| Bästa dokumentärfilm - Ebbe - The Movie – Karin af Klintberg och Jane Magnusson - Drottningen och jag – Nahid Persson Sarvestani - Videocracy – Erik Gandini                                                                  | Bästa kortfilm - Skrapsår – Gabriela Pichler - A Good Friend of Mr. World – Axel Petersén - Drömmar från skogen – Johannes Nyholm                                     |
| Bästa utländska film - Det vita bandet – Michael Haneke - Waltz with Bashir – Ari Folman - Still Walking – Hirokazu Kore-eda                                                                                                  | Hedersguldbaggen - Waldemar Bergendahl, filmproducent |
| Gullspira - Maggie Widstrand, rollsättare | Biopublikens pris - Män som hatar kvinnor - Bröllopsfotografen - Flickan som lekte med elden                                                                          |
| Guldbaggen för särskilda insatser - Isak Gjertsen, chefsanimatör för sin insats i Metropia - Malte Forssell, line producer för sin insats i Mammut - Johan Söderberg, filmklippare och kompositör för sin insats i Videocracy | |